# Имя существительное в русском языке
Имя существительное в русском языке является отдельной знаменательной (самостоятельной) частью речи, лицо или явление и отвечает на вопросы кто? что? Обладает развитой морфологией, унаследованной в основном из праславянского языка: несловоизменительными категориями рода и неодушевлённости, а также словоизменительными категориями числа и падежа.
С формальной точки зрения синтаксические функции существительного — это функции подлежащего, именного сказуемого и дополнения. С точки зрения семантики функции существительного в предложении — это выражение субъекта действия или состояния, объекта действия или состояния, предикативного признака, атрибута, обстоятельственного квалификатора.

## Категории
Русскому существительному присущи словоизменительные категории числа и падежа и классифицирующие категории рода, одушевлённости/неодушевлённости и личности.

### Падеж
Падеж в русском языке выражает отношение имён существительных к другим словам в словосочетании и предложении. Словоизменительная морфологическая категория падежа строится как противопоставление шести основных рядов форм и пяти дополнительных, различающихся флексиями, причём флексии существительных выражают одновременно падежное значение и значение числа. У несклоняемых существительных падежные значения выражаются только формами согласуемых или координируемых слов (в предложении являющихся определением либо именным сказуемым).
Шесть основных падежей:
- именительный,
- родительный,
- дательный,
- винительный,
- творительный,
- предложный.

Кроме них, в русском языке существует:
- партитив («2-й родительный»),
- локатив («2-й предложный»),
- вокатив (звательный падеж),
- «второй винительный»,
- и особая «счётная форма».

В системе шести падежей именительный падеж противопоставлен как прямой падеж остальным пяти — косвенным падежам. Он является исходной формой парадигмы, выступая в наиболее независимых синтаксических позициях; косвенные же падежи выражают, как правило, зависимость существительного от управляющего им слова. Будучи управляемыми формами, косвенные падежи выступают в сочетании с предлогами (предложно-падежные формы) и без них (беспредложные формы): видеть дом и направляться к дому; управлять машиной и сидеть в машине. Из шести падежей один (именительный) является всегда беспредложным; один употребляется только с предлогами, а потому и называется предложным; остальные четыре падежа (средние в парадигме) выступают как с предлогами, так и без них. Для косвенных падежей существенно также, какой части речи они синтаксически подчиняются; различаются приглагольное и приименное употребление падежных форм.
Основные значения именительного падежа в предложении:
- значение субъекта действия или состояния — в слове, выполняющем синтаксическую функцию подлежащего: Мой брат изучает медицину, Книга мне нравится;
- значение предикативного определения субъекта — в слове, выполняющем функцию сказуемого: Мой брат — студент.

В пределах текста (как обособленный член предложения или отдельное предложение), в диалогических репликах именительный падеж используется в функциях:
- главного члена самостоятельного односоставного (назывного) предложения: Летнее утро. В воздухе тишина (А. П. Чехов);
- обращения: Какой вы умный, Петя!  (А. П. Чехов);
- вводимой темы высказывания: Желанья!.. Что пользы напрасно и вечно желать?  (М. Ю. Лермонтов);
- ответной реплики, имеющей целью назвать предмет: Как ваша фамилия? — Иванов, Как называется этот предмет? — Фломастер.

Все эти функции связаны с называнием предмета и с отсутствием синтаксической зависимости существительного от других слов в пределах предложения. Именительный падеж широко применяется также вне текстового окружения как форма, несущая чисто назывную функцию, — например, в словарях, в перечнях (списках) предметов, в надписях, подписях, на этикетках, в заглавиях произведений.
Родительный падеж выражает значения:
- принадлежности (в приимённой позиции): рука матери, подарок отца,  (взял) карандаш соседа;
- прямого объекта:
  - при глаголах с отрицанием (вместо винительного падежа при переходном глаголе): я не читал этой книги, не знаю этих работ;
  - при некоторых глаголах — и без отрицания: ждать приезда, желать успехов, бояться ответственности, избегать волнений;
  - при отглагольных существительных со значением действия: чтение книги, уборка снега;
- значение субъекта при отглагольных существительных со значением действия или состояния: разговор друзей, выпадение снега;
- количественное — в различных случаях обозначения количества предметов, степени проявления признака в предмете, ограниченного объёма вещества или совокупности однородных предметов, а также их полного отсутствия: десять дней, несколько месяцев, он старше сестры на два года, килограмм крупы, стакан молока, купить хлеба, дать воды, настроить домов, нет денег, не сказал ни слова;
- определительное значение — в некоторых лексически ограниченных случаях приимённого употребления: мужчина среднего роста, товар первого сорта, страна озёр, человек дела;
- временно́е обстоятельственное значение — при назывании даты: Это было пятого мая.

Дательный падеж выражает:
- значение адресата — лица, для которого осуществляется действие: дать книгу товарищу, послать письмо отцу;
- значение субъекта состояния — в безличных предложениях: Брату нравится путешествовать, Мне стыдно, скучно.

Основное значение винительного падежа — значение прямого объекта, то есть объекта непосредственного приложения действия, состояния: рисовать картину, рубить дрова, знать английский язык. Другие значения:
- значение субъекта состояния — в безличных предложениях при некоторых глаголах: Больного знобит, лихорадит, Его влекло на север;
- значение меры и степени проявления действия, состояния: Пробыл в городе неделю, Отдыхал каждую зиму в горах, весить тонну, стоить рубль.

Творительный падеж выражает значения:
- орудия действия: писать карандашом, разрезать хлеб ножом;
- прямого объекта — при некоторых глаголах: управлять самолётом, наслаждаться музыкой, заниматься любимым делом, владеть компьютером;
- предикативного определения — в функции именного сказуемого: Он будет врачом, Он стал хорошим учителем;
- субъектное значение — в пассивной конструкции предложения: Дом строится бригадой рабочих, Проект утверждён комиссией;
- обстоятельственные значения:
  - места: ехать полями, идти лесом;
  - времени: То было раннею весной (А. К. Толстой), Я знал его ребёнком;
  - образа действия: петь басом, ходить толпой;
  - меры и степени: говорить о чём-либо целыми днями, закупать картофель мешками;
  - уточняющего признака — в приимённой позиции: земля, богатая нефтью, высокий ростом.

Основные значения предложного падежа:
- изъяснительное (разновидность объектного значения): рассказывать о прошлом, думать о сыне;
- обстоятельственное значение места: Жить в лесу, на даче, хоровой кружок при клубе.

Периферийные падежи используются следующим образом.
Партитив (или «2-й родительный») у существительных вещественного, собирательного и абстрактного значения, как правило, передаёт количественно-ограничительное значение: ср. мало народу, килограмм сахару, чашка чаю.
Локатив (или «2-й предложный») обозначает объект, в пределах которого совершается действие: ср. в лесу водятся зайцы, ребёнок сидит на полу, она ждала лодку на берегу, он погиб в бою, мы ждём в аэропорту.
Звательный падеж (вокатив) используется в разговорном языке при обращении, ср. Вань, поди-ка сюда!  У некоторых слов сохранились остатки древнего звательного падежа, исторически вытесненного именительным: боже, господи, отче, ср. Чего тебе надобно, старче? (А. С. Пушкин).
Счётная форма и «второй винительный» выступают лишь в особых синтаксических конструкциях (см. ниже).

### Число
Грамматическая категория числа является у имён существительных словоизменительной и строится как противопоставление двух рядов форм — единственного и множественного числа. Присущие древнерусскому языку особые формы двойственного числа в современном русском языке не сохранились, имеются лишь остаточные явления (формы множественного числа названий парных предметов: берега, бока, уши, плечи, колени; формы существительных час, ряд, шаг в сочетаниях типа два часа́).
У названий исчисляемых предметов и явлений форма единственного числа обозначает единичность, множественного числа — количество более одного: стол — мн. ч. столы, день — мн. ч. дни, дерево — мн. ч. деревья, гроза — мн. ч. грозы. Существительные с абстрактным, собирательным, вещественным значениями относятся к singularia tantum: толщина, баловство, зверьё, молоко, либо к pluralia tantum: хлопоты, финансы, духи́, консервы.
В тех случаях, когда у слов singularia tantum возможно образование форм множественного числа, такому образованию обязательно сопутствуют те или иные семантические осложнения: ср. «видовое множественно» типа вино — мн. ч. ви́на, красота — красо́ты, «эмфатическое множественное» при обозначении большого количества типа вода — мн. ч. во́ды, снег — снега́ и т. д.
Число существительных выражается также синтаксически — числовой формой согласуемого или координируемого слова или числительным: новая книга — мн. ч. новые книги, Студент читает/читал — мн. ч. Студенты читают/читали. У несклоняемых существительных и существительных pluralia tantum, обозначающих исчисляемые предметы, синтаксический способ выражения числа является единственным: новое пальто, одно пальто — мн. ч. новые пальто, три пальто; одни ножницы — мн. ч. двое ножниц, одни сутки — мн. ч. четверо/несколько/много суток.

### Род
Категория рода у имён существительных является классифицирующей или не словоизменительной (каждое существительное относится к определённому грамматическому роду) и строится как противопоставление трёх родов — мужского, женского и среднего. Существительные мужского рода семантически определяются как слова, способные обозначать существо мужского пола, существительные женского рода — как слова, способные обозначать существо женского пола, а существительные среднего рода — как слова, не способные указывать на пол. При этом у одушевлённых существительных мужского и женского рода (названий людей и частично — названий животных) связь с обозначением пола — непосредственная (ср. отец и мать, учитель и учительница, лев и львица), а у неодушевлённых существительных (частично — также у названий животных) — опосредованная, проявляющаяся как возможность стилистического переосмысления в образе существа соответствующего пола (ср. рябина и дуб в народной песне «Тонкая рябина», а также Дед Мороз, Царевна-лягушка и т. п.). Родовые различия существительных выражены только в единственном числе, поэтому существительные pluralia tantum не принадлежат ни к одному из трёх родов. Особое место занимают так называемые существительные общего рода, способные обозначать лицо как мужского, так и женского пола и соответственно обладать грамматическими признаками мужского и женского рода (сирота, недотрога, плакса).
Род существительных выражается как морфологически — системой флексий существительного в единственном числе, так и синтаксически — родовой формой согласуемого или координируемого слова (прилагательного или другого слова, склоняющегося как прилагательное, глагола-сказуемого). Поскольку система флексий единственного числа не у всех словоизменительных типов существительных однозначно указывает на определённый род (так, существительные II склонения могут относиться и к женскому, и к мужскому роду: м. р. слуга, ж. р. прислуга), последовательно однозначным является синтаксическое выражение рода существительных. У так называемых несклоняемых существительных этот способ выражения рода является единственным (ср. р. недавнее интервью, м. р. длиннохвостый кенгуру и т. п.).
Способностью указывать на пол обладают также формы согласуемых и координируемых слов в сочетании с существительными общего рода (круглый (м. р.) сирота и круглая (ж. р.) сирота), а также с существительными мужского рода — названиями лиц по профессии, должности (врач, инженер, директор), которые могут при указании на женский пол лица сочетаться (только в форме именительного падежа) с формами женского рода координируемых и (реже) согласуемых слов: Врач пришла, У нас новая врач (разговорно).

### Одушевлённость
Существительные — названия лиц и животных относятся к разряду одушевлённых, все остальные существительные — к разряду неодушевлённых. Собирательные существительные — названия совокупностей, групп людей и животных (народ, толпа, стая, стадо и т. п.) — принадлежат к неодушевлённым. К одушевлённым существительным относятся покойник, мертвец, зомби, кукла, ферзь, валет, туз, но при этом существительное труп является неодушевленным. Существительные робот, микроб, вирус испытывают колебания: так, слово робот обычно является одушевлённым в научной фантастике (Астронавигатор поприветствовал робота), но неодушевлённым, если употребляется в отношении реально существующего оборудования (На заводе установили новый промышленный робот).
Одушевлённость выражается совпадением формы винительного падежа с формой родительного падежа во множественном числе (за исключением несклоняемых существительных) и в единственном числе (только у слов мужского рода I склонения): вижу брата, братьев, сестёр, животных. У неодушевлённых существительных те же формы совпадают с формой именительного падежа: вижу стол, столы, книги, деревья. Одушевлённость/неодушевлённость существительных регулярно выражается также синтаксически — формой винительного падежа согласуемых слов (прилагательных и других слов, склоняющихся как прилагательные, а также — для одушевлённых существительных — числительных полтора, два, оба, три, четыре и собирательных числительных типа двое, пятеро): вижу своего брата, своих братьев, двух/двоих друзей, трёх подруг, пятерых солдат, но: вижу новый дом, новые дома. Все существительные употребляемые только во множественном числе — неодушевлённые; единственное исключение — слово Весы в значении знака Зодиака: В конце первого полугодия Весов ждут прекрасные любовные и дружественные отношения.

### Согласовательный класс
В соответствии с набором флексий согласуемого слова (прилагательного или другого слова, склоняющегося как прилагательное) существительные делятся на семь согласовательных классов:
- мужского рода одушевлённые (брат),
- мужского рода неодушевлённые (стол),
- женского рода одушевлённые (сестра),
- женского рода неодушевлённые (книга),
- среднего рода одушевлённые (животное),
- среднего рода неодушевлённые (окно)
- pluralia tantum (ножницы).

Все семь согласовательных классов позволяет выявить, например, такой диагностический контекст: Я вижу больш__ Х, кажд__ из которых по-своему хорош__. Если подставить на место Х указанные выше лексемы, то будет хорошо видно, что все они имеют разные согласовательные модели, то есть разные наборы флексий, используемых согласуемыми с ними словоформами (в примере на месте этих флексий стоит подчёркивание).

### Личность
Личность не имеет у существительных в русском языке особого регулярного (категориального) морфологического выражения. Существительные со значением лица входят в более широкий разряд одушевлённых существительных.
Личность выражается словообразовательно — целым рядом суффиксов существительных:
- -ист: тракторист;
- -щик: наборщик;
- -льщик: носильщик;

в том числе — в названиях лиц женского пола, мотивированных существительными мужского рода со значением лица:
- -ниц(а): писательница;
- -ш(а): секретарша;
- -/j/(а): гостья;
- -есс(а): поэтесса.

К названиям лиц относятся также: все существительные общего рода; существительные мужского рода II склонения (слуга, воевода), существительные I склонения, имеющие в единственном числе словоизменительный суффикс -ин, а во множественном числе — безударную флексию -е (гражданин — граждане, крестьянин — крестьяне).

## Склонение существительных
Изменение существительных по числу и падежу называется склонением. В зависимости от набора окончаний (флексий) выделяются 3 основных типа склонения. Внимание: здесь приведена нумерация склонений в научной традиции. В школьной традиции принято называть первое склонение вторым, а второе — первым.
- I[3] склонение включает существительные мужского рода с нулевой флексией в именительном падеже единственного числа: стол, конь; среднего рода с флексией -/о/ (орф. -о и -е): окно, поле; мужского рода с той же флексией: домишко, волчище, подмастерье.
- II[3] склонение включает существительные женского, мужского и общего рода с флексией -/а/ (орф. -а и -я) в именительном падеже единственного числа: карта, земля, юноша, сирота.
- III склонение включает
  - существительные женского рода с основой на мягкую согласную или на шипящую и с нулевой флексией в именительном падеже единственного числа: область, ночь, молодёжь и т. п.;
  - существительное мужского рода путь;
  - существительные среднего рода бремя, время, вымя, знамя, имя, племя, пламя, семя, стремя, темя и дитя.

Согласно другой концепции третье склонение включает только существительные женского рода, а существительные путь, дитя и десять вышеназванных существительных на -мя относятся к особому классу разносклоняемых существительных, не входящих в общую систему склонений и совмещающие в одной парадигме разные типы склонения.
Различие типов склонения наиболее чётко выражено в формах единственного числа.
По происхождению I склонение восходит к индоевропейскому склонению с основой на -о, II склонение — к основам на -а, III склонение — к основам на i, так называемые разносклоняемые существительные, за исключением «путь» — к основам на согласный (слово же «путь» склоняется так, как склонялись все слова мужского рода древнерусского склонения на -i, перешедшие затем в I склонение).

### Единственное число
| Падеж  | Флексии                          | Примеры   | Примеры   | Примеры   | Примеры  |
| ------ | -------------------------------- | --------- | --------- | --------- | -------- |
| Им.    | −0, -/о/, -/е/                   | стол      | конь      | окно      | поле     |
| Род.   | -/а/, -/я/                       | стола     | коня      | окна      | поля     |
| Дат.   | -/у/, -/ю/                       | столу     | коню      | окну      | полю     |
| Вин.   | неодуш. = им. п. одуш. = род. п. | = им. п.  | = род. п. | = им. п.  | = им. п. |
| Твор.  | -/ом/, -/ем/                     | столом    | конём     | окном     | полем    |
| Предл. | -/е/                             | (о) столе | (о) коне  | (об) окне | (о) поле |

| Падеж  | Флексии      | Примеры     | Примеры     | Примеры      |
| ------ | ------------ | ----------- | ----------- | ------------ |
| Им.    | -/а/, -/я/   | карта       | земля       | сирота       |
| Род.   | -/ы/, -/и/   | карты       | земли       | сироты       |
| Дат.   | -/е/         | карте       | земле       | сироте       |
| Вин.   | -/у/, -/ю/   | карту       | землю       | сироту       |
| Твор.  | -/ой/, -/ей/ | картой, -ою | землёй, -ёю | сиротой, -ою |
| Предл. | -/е/         | (о) карте   | (о) земле   | (о) сироте   |

| Падеж  | Флексии           | Примеры   | Примеры   | Примеры    |
| ------ | ----------------- | --------- | --------- | ---------- |
| Им.    | −0, -/а/          | степь     | путь      | имя        |
| Род.   | -/и/              | степи     | пути      | имени      |
| Дат.   | -/и/              | степи     | пути      | имени      |
| Вин.   | = им. па.         | = им. па. | = им. па. | = им. па.  |
| Твор.  | -/ю, -/ем/, -/ом/ | степью    | путём     | именем     |
| Предл. | -/и/              | (о) степи | (о) пути  | (об) имени |

Примечания:
1. Орфографические варианты флексий (например, -а и -я) здесь и далее не указываются, но отражаются в примерах.
2. Существительные I склонения мужского рода на -ий и среднего рода на -ие в предложном падеже и существительные II склонения на -ия в дательном и предложном падеже имеют флексию -и: санаторий — о санатории, линия — линии, о линии, знание — о знании, житие́ — о житии́; сюда же: забытьё — в забытьи́.
3. В творительном падеже существительные I склонения среднего рода бытие́ и житие́ имеют флексию -е́м: бытие́м, житие́м, а существительное III склонения дитя — флексию -ей: дитятей.
4. Существительные на -ишко и -ище типа домишко, письмишко, домище, бычище образуют вариантные формы косвенных падежей по I и II склонениям: род. п. домишка и домишки, дат. п. домишку и домишке, твор. п. домишком и домишкой.
5. В творительном падеже существительных II склонения вариант флексии -ою более свойствен книжной речи и широко употребителен в поэзии.
В таблицы склонений не включены следующие три падежные формы, которые являются «морфологически неполными», то есть морфологические показатели этих падежей имеются лишь у небольшой части словоформ.
Партитив (или «2-й родительный») на -у имеется у некоторых существительных I склонения мужского рода вещественного, собирательного и абстрактного значения, ср. народу, чаю, сахару, шуму, воздуху, киселю, шёлку и т. п. У прочих лексем партитив не выделяется отдельно от родительного падежа; кроме того, даже специальные формы партитива в основном всегда могут быть заменены формой родительного падежа (ср. добавь сюда сахару // сахара).
Локатив (или «2-й предложный») используется с предлогами в и на при обозначении объекта, в пределах которого совершается действие. Ряд существительных I склонения мужского рода имеет в локативе ударную флексию -у́ (ср. в лесу́, в пруду́, на полу́, на берегу́, в году́, на свету́, в бою́, в аэропорту́), а ряд существительных III склонения женского рода ударную флексию -и́ (ср. в крови́, в степи́, в тени́, на двери́, в тиши́, в ночи́ — но о кро́ви, о но́чи и т. п.). Во всех остальных случаях, в том числе во множественном числе, особых форм локатива нет, используется предложный падеж.
Новозвательный падеж (вокатив, или «звательная форма») образуется от существительных II склонения путём отсечения последней гласной, ср. Вань, Дим, Танюш.
Кроме того, в особых синтаксических конструкциях выступают:
- «Счётная форма» на -а́ — у существительных час, ряд, шаг с числительными два, три и четыре (в сочетаниях типа два часа́, три шага́ и т. п.).
- «Второй винительный», совпадающий с именительным, но используемый после предлога в конструкциях типа годиться в отцы, пойти в солдаты и пр.

### Множественное число
| Падеж  | Флексии                          | Мужской род | Мужской род | Мужской род | Средний род. | Средний род. | Средний род. |
| ------ | -------------------------------- | ----------- | ----------- | ----------- | ------------ | ------------ | ------------ |
| Им.    | -/ы/,-/и/, -/а/,-/я/, -/е/       | столы       | кони        | бояре       | окна         | поля         | имена        |
| Род.   | -/ов/, -/ей/, −0                 | столов      | коней       | бояр        | окон         | полей        | имён         |
| Дат.   | -/ам/,-/ям/                      | столам      | коням       | боярам      | окнам        | полям        | именам       |
| Вин.   | неодуш. = им. п. одуш. = род. п. | = им. п.    | = род. п.   | = род. п.   | = им. п.     | = им. п.     | = им. п.     |
| Твор.  | -/ам’и/, -/ям’и/                 | столами     | конями      | боярами     | окнами       | полями       | именами      |
| Предл. | -/ах/, -/ях/                     | (о) столах  | (о) конях   | (о) боярах  | (об) окнах   | (о) полях    | (об) именах  |

| Падеж  | Флексии                            | Женский род                        | Женский род                        | Женский род                        | Общий род                          |
| ------ | ---------------------------------- | ---------------------------------- | ---------------------------------- | ---------------------------------- | ---------------------------------- |
| Им.    | -/и/,-/ы/, -/а/, -/е/              | карты                              | земли                              | степи                              | сироты                             |
| Род.   | -/ов/, -/ей/, −0                   | карт                               | земель                             | степей                             | сирот                              |
| Дат.   | -/ам/, -/ям/                       | картам                             | землям                             | степям                             | сиротам                            |
| Вин.   | неодуш. = им. п. / одуш. = род. п. | неодуш. = им. п. / одуш. = род. п. | неодуш. = им. п. / одуш. = род. п. | неодуш. = им. п. / одуш. = род. п. | неодуш. = им. п. / одуш. = род. п. |
| Твор.  | -/ам’и/, -/ям’и/                   | картами                            | землями                            | степями                            | сиротами                           |
| Предл. | -/ах/, -/ях/                       | (о) картах                         | (о) землях                         | (о) степях                         | (о) сиротах                        |

#### Нестандартные формы множественного числа
- в ряде слов III склонения во мн. ч., как и в косв. п., проявляются части основы, не проявленные в им. п. ед. ч.:
  - мать — матери, дочь — дочери (проявляется -/ер/-, утраченная в именительном падеже единственного числа часть основы (ср. англ. mother, нем. Mutter, лат. mater; англ. daughter, нем. Tochter);
  - имя — имена, семя — семена (проявляется -/ен/-, утраченная в именительном падеже единственного числа часть основы (ср. лат. nomen, semen) — группа из десяти «разносклоняемых имён»;
- ряд слов I[3] склонения приобретают во мн. ч. специфический суффикс:
  - -/я/-: брат — братья, друг — друзья, князь — князья, муж — мужья, колос — колосья, повод — поводья, стул — стулья, лист — листья, клок — клочья, брус — брусья, клин — клинья, прут — прутья, кол — колья, ком — комья, зуб — зубья, сук — сучья, дерево — деревья, полено — поленья, крыло — крылья, звено — звенья, перо — перья и несколько менее употребительных. Это — остаток древнего собирательного числа.
  - -/ес/-: небо — небеса, чудо — чудеса. Остались лишь два из большой группы старославянских слов, склонявшихся подобным образом. Стали склоняться правильно, но оставили производные слова с -/ес/-: слово, дерево, тело (словесный, древесный, телесный);
  - -/ов/-: сын — сыновья, кум — кумовья;
- названия лиц, животных и грибов с суффиксом -/онок/- (орфографически также -/ёнок/-) меняют его на -/ат/- (-/ят/-): поварёнок — поварята, мышонок — мышата, опёнок — опята, и т. п.
- названия групп людей с суффиксом -/ин/- теряют его:
  - англичанин — англичане, армянин — армяне, мусульманин — мусульмане, крестьянин — крестьяне, дворянин — дворяне, гражданин — граждане, горожанин — горожане, римлянин — римляне, южанин — южане и т. п.
  - татарин — татары, болгарин — болгары (но: грузин — грузины)
- несколько слов меняют суффикс несистематически: хозяин — хозяева (-/ин/- — -/ев/-), судно — суда (-/н/- теряется),
- несколько слов образуют мн. ч. от другого корня, нежели в ед. ч. (супплетивно):
  - ребёнок — дети (правильно образованные слова «дитя» и «ребята», хотя и существуют, по семантическим причинам не образуют с этими словами числовых пар)
  - человек — люди (после числительных по II склонению склоняется правильно образованное, но не имеющее формы имен. падежа, слово «*человеки»: один человек, два человека, пять человек).

## Функции существительного
Синтаксические функции существительного, как и других знаменательных частей речи, могут быть охарактеризованы с формальной и семантической точек зрения.
Формальные (собственно структурные) синтаксические функции существительного — это функции подлежащего, именного сказуемого и дополнения. Существительное синтаксически подчиняет себе согласуемое определение (Дай мне синюю ручку). Существительное-подлежащее координируется со сказуемым — глаголом или именем (Петя поёт, Петя пришёл, Друзья Пети — мои коллеги). Существительное в формах косвенных падежей (в сочетании с предлогом или без него) управляется глаголом или именем либо примыкает к нему (падежное примыкание), а также выполняет роль разнообразных определителей, в том числе как приложение (Я пишу книгу, Судьба человека, Вася-гармонист).
К семантическим функциям существительного в предложении относятся функции выражения субъекта действия или состояния, объекта действия или состояния, предикативного признака, атрибута, обстоятельственного квалификатора.